# 達默河

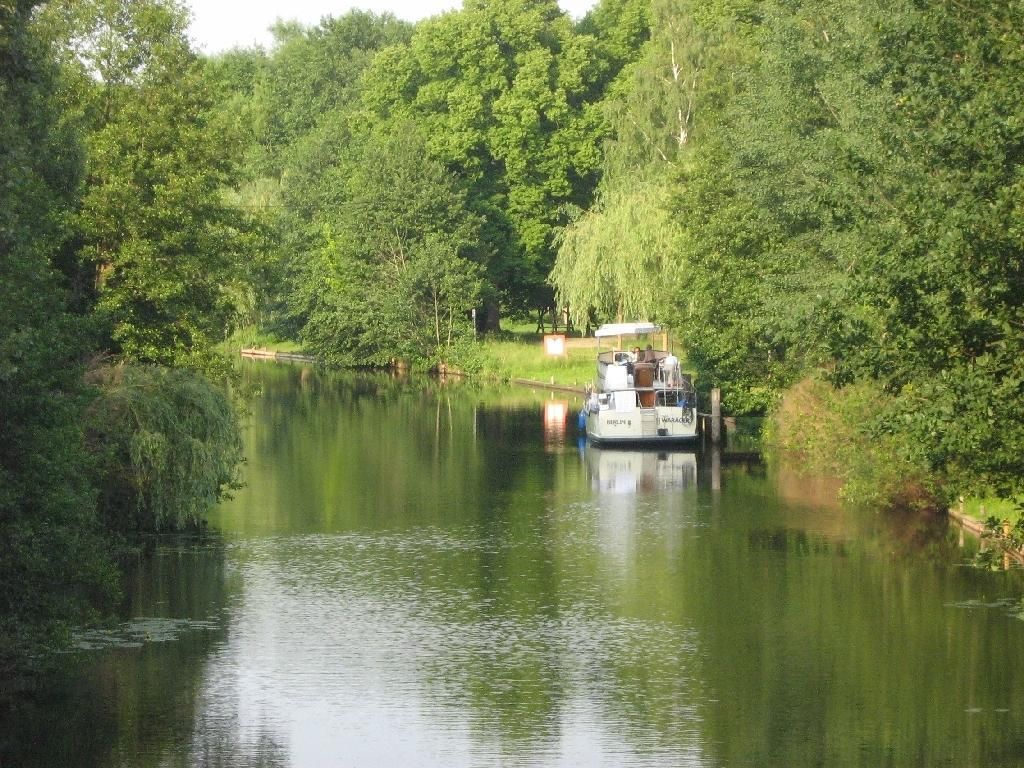

達默河（德語：Dahme，發音：[ˈdaːmə] ⓘ）是德國的河流，流經勃蘭登堡州和柏林州，屬於施普雷河的左支流，河道全長約95公里，發源自達默附近，流經梅尔基施布赫霍尔茨。
52°26′53″N 13°34′23″E / 52.44806°N 13.57306°E